# Monocystis lacrima
Monocystis lacrima is een soort in de taxonomische indeling van de Myzozoa, een stam van microscopische parasitaire dieren. Het organisme komt uit het geslacht Monocystis en behoort tot de familie Monocystidae. Monocystis lacrima werd in 1882 ontdekt door Vejdovsky.